# Talib

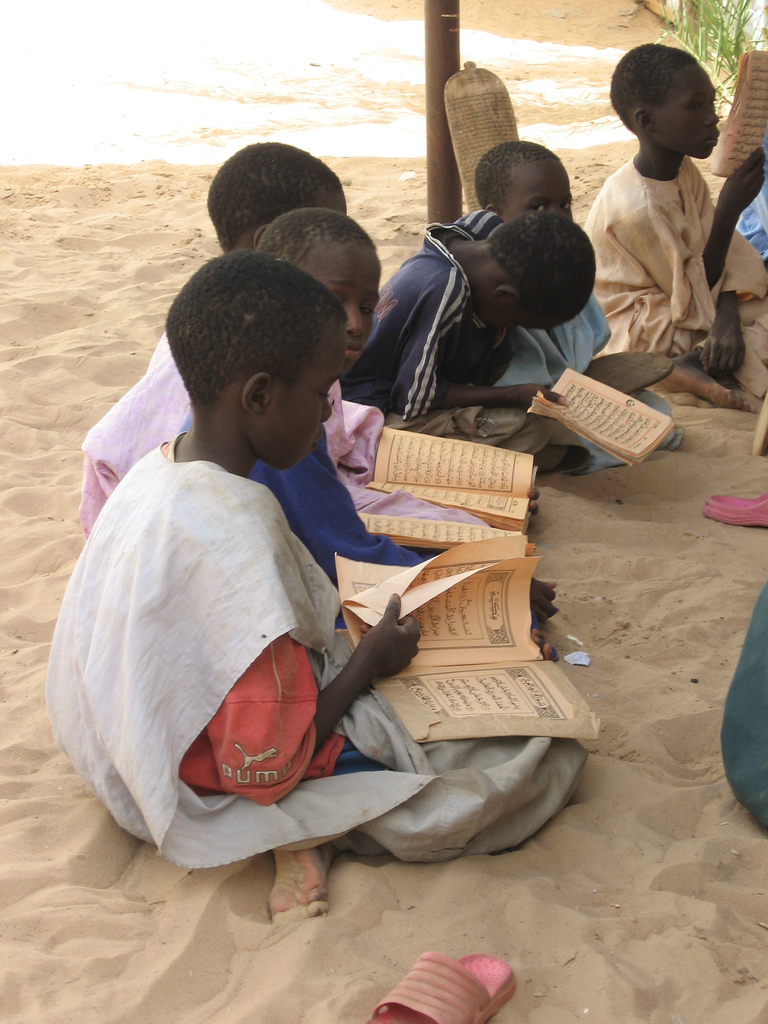
Młodzi talibowie studiujący Koran w Senegalu (2006)

Talib – uczeń, najczęściej medresy lub szkoły koranicznej, zdobywający za pomocą nauki pamięciowej ogólną wiedzę na temat Koranu.
Edukacja zaczyna się już w wieku dziecięcym i trwa około 10 lat. Obecnie wzrost liczby uczniów kończących medresy jest spowodowany: bezpłatną nauką, zagwarantowanym wyżywieniem oraz mieszkaniem na czas nauki, co w biednych społeczeństwach islamskich jest propozycją bardzo kuszącą.
Po zamachach z 11 września 2001 termin talib zyskał negatywny wymiar, w rzeczywistości tylko niewielki ułamek talibów zajmuje się działalnością terrorystyczną. Pozostali zakładają własne medresy, stają się konsultantami w dziedzinie prawa islamskiego lub po prostu zajmują pozycje zwykłych pracowników w gospodarce.